# Cố Đại Tẩu
Cố Đại Tẩu (chữ Hán: 顾大嫂; bính âm: Gù Dàsǎo; tiếng Anh: Elder Sister-in-Law Gu) , ngoại hiệu Mẫu Đại Trùng (chữ Hán: 母大蟲; tiếng Anh: Female Tiger; tiếng Việt: Cọp cái)  là một nhân vật hư cấu trong tiểu thuyết văn học cổ điển Trung Hoa Thủy Hử. Cố Đại Tẩu xếp thứ 101 trong 108 vị đầu lĩnh Lương Sơn Bạc và xếp thứ 65 trong 72 vị sao Địa Sát, được sao Địa Âm Tinh (chữ Hán: 地陰星; tiếng Anh: Yin Star) chiếu mệnh.

## Xuất thân
Được biết đến là chị họ của hai anh em Giải Trân, Giải Bảo và là vợ của Tôn Tân, em trai Tôn Lập, Thủy Hử mô tả Cố Đại Tẩu là người giỏi võ nghệ, nóng tính, có thể đấu cùng 20 đến 30 người một lúc mà không ai có thể lại được gần mình. Vợ chồng Cố Đại Tẩu lập tửu điếm chứa cờ bạc và bán thịt trâu bò tại ngoại thành cửa đông thành Đăng Châu, nơi anh trai Tôn Tân là Tôn Lập giữ chức Đề Hạt cai quản binh mã Đăng Châu.

## Gia nhập Lương Sơn Bạc
Việc tham gia vào vụ giải cứu hai anh em họ Giải khỏi ngục Đăng Châu là nguyên nhân Cố Đại Tẩu đã cùng những người tham gia giải cứu quyết định gia nhập Lương Sơn Bạc

## Sau khi gia nhập Lương Sơn Bạc

### Tham gia trận đánh Chúc Gia Trang
Tại hồi 49, Giải Bảo đã góp công vào việc đánh hạ Chúc Gia Trang qua sự kiện cùng Tôn Lập và nhóm đầu lĩnh Lương Sơn Bạc cải trang làm lính triều Tống vào Chúc Gia Trang làm nội ứng, từ trong đánh ra và với Tống Giang thống lĩnh quân Lương Sơn Bạc từ ngoài đánh vào, dẫn đến việc Chúc Gia Trang bị hạ ngay sau đó.

### Tham gia vụ giải cứu Sử Tiến khỏi ngục Đổng Bình
Tại hồi 68, trong trận đánh phủ Đông Bình, Cố Đại Tẩu đã theo Tống Giang và 19 viên đầu lĩnh Lương Sơn Bạc cùng một vạn quân người ngựa và ba anh em họ Nguyễn (Nguyễn Tiểu Nhị, Nguyễn Tiểu Thất, Nguyễn Tiểu Ngũ) đánh thành cướp lương. Sử Tiến tình nguyện vào thành do thám, tuy nhiên bị phát hiện và bị bắt. Theo kế hoạch của quân sư Ngô Dụng, Cố Đại Tẩu đã giả làm người bà con nghèo thăm và đưa tin cho Sử Tiến về việc cuối tháng quân Lương Sơn Bạc đánh thành để Sử Tiến liệu đường thoát ngục tù. Ngoài ra, khi quân Lương Sơn Bạc tấn công phủ Đông Bình, Cố Đại Tẩu là người nội ứng nổi lửa lên trong ngoài tấn công thành.

## Chức vụ
Khi phân định ngôi thứ ở Lương Sơn Bạc, Cố Đại Tẩu xếp thứ 101 trong 108 vị đầu lĩnh Lương Sơn Bạc và xếp thứ 65 trong 72 vị sao Địa Sát, chức Đã Thính Thanh Tức - Yêu Tiếp Lai Tân Đầu Lĩnh - Đông Sơn Tửu Rượu Điếm (打听声息，邀接来宾头领东山酒店), là một trong những đầu lĩnh chuyên dò la tin tức, đón khách và sau này đón tiếp những vị sứ do triều đình nhà Tống sai đến chiêu an, tại tửu điếm phía Đông (là một trong 4 tửu điểm Đông, Tây, Nam, Bắc) của quân Lương Sơn Bạc.

## Sau khi chiêu an và được phong tước
Sau khi nhận chiêu an, Cố Đại Tẩu cùng Tống Công Minh các đầu lĩnh Lương Sơn Bạc tham gia các chiến dịch bình quân Liêu, các lực lượng khác chống đối triều đình nhà Tống và chiến dịch bình Phương Lạp.
Là một trong số ít các đầu lĩnh Lương Sơn Bạc sống sót trở về từ chiến dịch bình Phương Lạp, Cố Đại Tẩu là nữ tướng duy nhất trong 3 nữ tướng Lương Sơn Bạc (Cố Đại Tẩu, Tôn Nhị Nương, Hộ Tam Nương) sống sót trở về. May mắn hơn là cả chồng Cố Đại Tẩu là Tôn Tân và anh chồng là Tôn Lập cũng sống sót trở về. Sau chiến dịch bình Phương Lạp, Cố Đại Tẩu được triều đình nhà Tống phong tặng tước Đông Nguyên Huyện Quân (chữ Hán: 東源縣君; tiếng Anh: Lady of Dongyuan County; tiếng Việt: nữ tướng huyện Đông Nguyên) và cả ba người Cố Đại Tẩu, Tôn Tân, Tôn Lập đều quay về Đông Châu và sống suốt quãng đời còn lại tại đây.
Trong bộ phim truyền hình của Trung Quốc năm 1996, bà bị sập bẫy và trúng tên mà chết, tử trận cùng với chồng là Tôn Tân ở đèo Ô Long.

## Trong Đãng Khấu Chí
Tại hồi 40, quân Viên Tý nhờ có Ngụy Phụ Lương và Chân Đại Nghĩa là nội gián, dùng kế lấy được thành Duyễn Châu, Cố Đại Tẩu trúng kế quay lại cứu thành thì bị Trần Lệ Khanh đâm 1 thương trúng ngực rồi bị chặt lấy thủ cấp.